# 關翠杏
關翠杏，SLM（1949年9月22日—），女，澳門政治人物，曾任澳門立法會直接選舉議員，被傳媒和坊間稱為「關姐」。

## 簡歷
- 澳門工會聯合總會副會長
- 澳門立法會第六屆立法會議員 （間接選舉）
- 澳門特別行政區第一、二、三、四屆立法會議員 （第二、三、四屆為直接選舉）
- 澳門特別行政區第三屆立法會第一常設委員會主席
- 澳門廉政公署人員紀律監察委員會委員
- 澳門社會協調常設委員會執行委員
- 澳門生產力暨科技轉移中心諮詢委員

## 政治經歷
關翠杏自1996年澳葡時期循間選進入立法會，回歸後繼續擔任議員，直到2017年選舉不再尋求連任。

## 政治立場
關翠杏為澳門親北京派人士，主張一國兩制、澳人治澳。另外，關翠杏主要關注勞工及福利議題。

## 家庭
關翠杏已婚，丈夫李國華是澳門人，早年從事運輸業，及後從事社會團體工作。育有兩子。